# المنظمة في الوقت الحقيقي
المنظمة في الوقت الفعلي ( المختصرة عادةً إلى RTE ) هي مفهوم في تصميم أنظمة الأعمال يركز على ضمان الاستجابة التنظيمية التي تم ترويجها في العقد الأول من القرن الحادي والعشرين. و يُشار إليه أيضًا باسم المؤسسة حسب الطلب. يجب أن تكون مثل هذه المؤسسة قادرة على تلبية الطلبات بمجرد الحاجة إليها، و يجب أن تكون المعلومات الحالية متاحة داخل الشركة في جميع الأوقات. و يتم تحقيق ذلك من خلال استخدام أنظمة متكاملة بما في ذلك المؤسسة في الوقت  الفعلي المؤسسات ( ERP ) و إدارة علاقات العملاء ( CRM ) و إدارة سلسلة التوريد ( SCM ).
على الرغم من عدم تحديدها بشكل جيد بشكل خاص، فإن الأهداف المقبولة عمومًا لـ RTE تشمل ما يلي :
- أوقات استجابة أقل للشركاء و العملاء
- زيادة الشفافية، على سبيل المثال مشاركة المعلومات أو الإبلاغ عنها عبر المؤسسة بدلاً من الاحتفاظ بها داخل الأقسام الفردية
- زيادة الأتمتة، بما في ذلك الاتصالات و المحاسبة و سلاسل التوريد و إعداد التقارير
- زيادة القدرة التنافسية
- انخفاض التكاليف